# Františka Plamínková

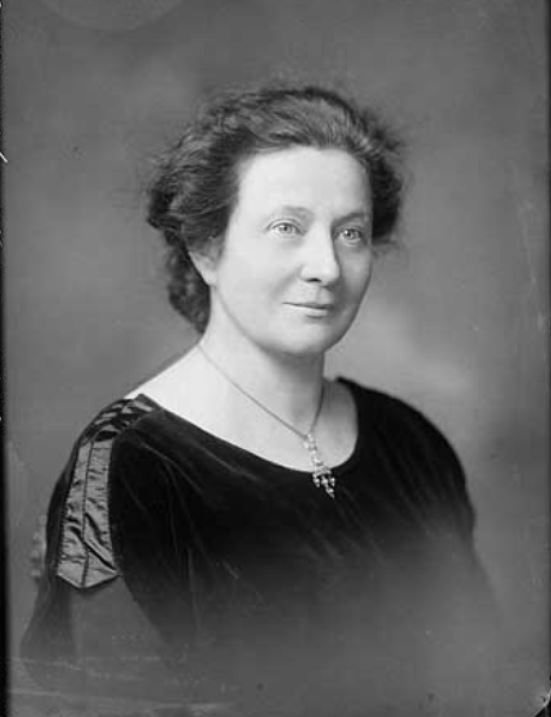
Františka Plamínková (1921)

Františka Faustina Plamínková (geboren 5. Februar 1875 in Prag, Österreich-Ungarn; gestorben 30. Juni 1942 in Prag-Kobylisy, hingerichtet) war eine tschechoslowakische Frauenrechtlerin.

## Leben
Františka Plamínková war die jüngste von drei Töchtern des Schuhmachers František Plamínek und der Františka, geborene Krubnerová, und wuchs in Prag am Karlsplatz auf. Sie absolvierte ab 1894 eine pädagogische Ausbildung, die sie 1900 als Lehrerin für Rechnen, Schreiben, Zeichnen und Sachunterricht abschloss. Sie wurde Mitglied im Lehrerverein und agitierte mit der Schrift Das Recht verheirateter Frauen auf bezahlte Beschäftigung (cs) gegen  den Lehrerinnenzölibat, welcher es Lehrerinnen verbot, zu heiraten.
1903 gründete sie in Prag mit Marie Tůmová den „Tschechischen Frauenverein“ (Ženský klub český) und 1905 einen Verein für das allgemeine Wahlrecht und für das Frauenwahlrecht. In Cisleithanien erhielten die Männer in Böhmen und Mähren im Jahr 1907 ein Zensuswahlrecht, den Frauen blieb auch dieses weiterhin verwehrt. Sie agitierte für die Aufstellung von Frauen bei Lokal- und Regionalwahlen im Jahr 1907; und 1912 wurde Božena Viková-Kunětická als erste Frau in Böhmen und Mähren gewählt. Auch wenn dieses Wahlergebnis annulliert wurde, gewann die tschechische Frauenbewegung dadurch nationale und internationale Anerkennung.
Nach Gründung der Tschechoslowakei 1918 erhielten die Frauen das aktive und passive Wahlrecht. Plamínková kandidierte auf der Liste der sozialistischen Tschechischen National-Sozialen Partei (ČSNS) bei den Prager Kommunalwahlen 1919 und wurde gewählt. Ihren Lehrerberuf gab sie nun zugunsten der Politik auf. 1925 wurde sie in den Senat der Tschechoslowakei gewählt und regelmäßig bis zur deutschen Okkupation 1939 wiedergewählt.

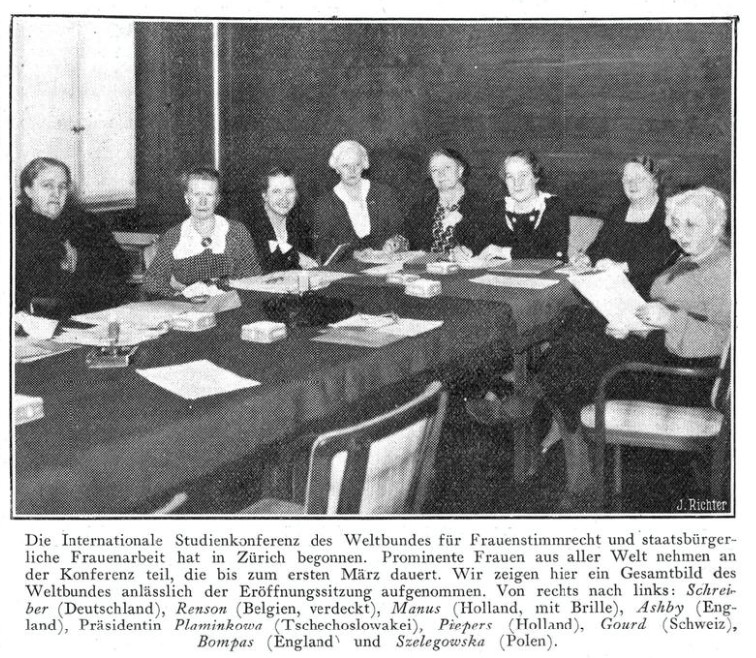
1937, Františka Plamínková, in Zürich

Sie war 1922 Mitglied der tschechoslowakischen Delegation bei der Generalversammlung des Völkerbundes. Sie gründete den Frauenverband Ženská národní rada (ŽNR), um die Gleichstellung im bürgerlichen Recht und in der Gesellschaft zu erkämpfen. Die ŽNR war Mitglied der International Alliance of Women (IWSA), in dessen Vorstand sie 1930 gewählt wurde, und des International Council of Women (ICW), in dem sie 1925 Vizepräsidentin wurde. Angesichts der Kriegsgefahr gründete sie die „Tschechoslowakische Liga für Frieden und Freiheit“ und veranstaltete in Prag eine Konferenz der Friedensorganisationen.
1937 nahm Plamínková  an der Internationale Studienkonferenz des Weltbundes für Frauenstimmrecht und staatsbürgerliche Frauenarbeit, in Zürich teil. Während des Krieges schloss sich die Ženská národní rada der Widerstandsorganisation Petiční výbor Věrni zůstaneme, was zu Repressionen führte. Hunderte von den Aktivistinnen wurden verhaftet und in Konzentrationslagern interniert und ermordet.
Bei der deutschen Okkupation im März 1939 wurde sie verhaftet und unter Hausarrest gestellt. Nach dem erfolgreich durchgeführten Attentat auf Reinhard Heydrich wurde sie im Konzentrationslager Theresienstadt inhaftiert und im Juni 1942 auf dem Schießplatz von Kobylisy ermordet.
1992 wurde sie postum mit dem Tomáš-Garrigue-Masaryk-Orden geehrt.

## Schriften (Auswahl)

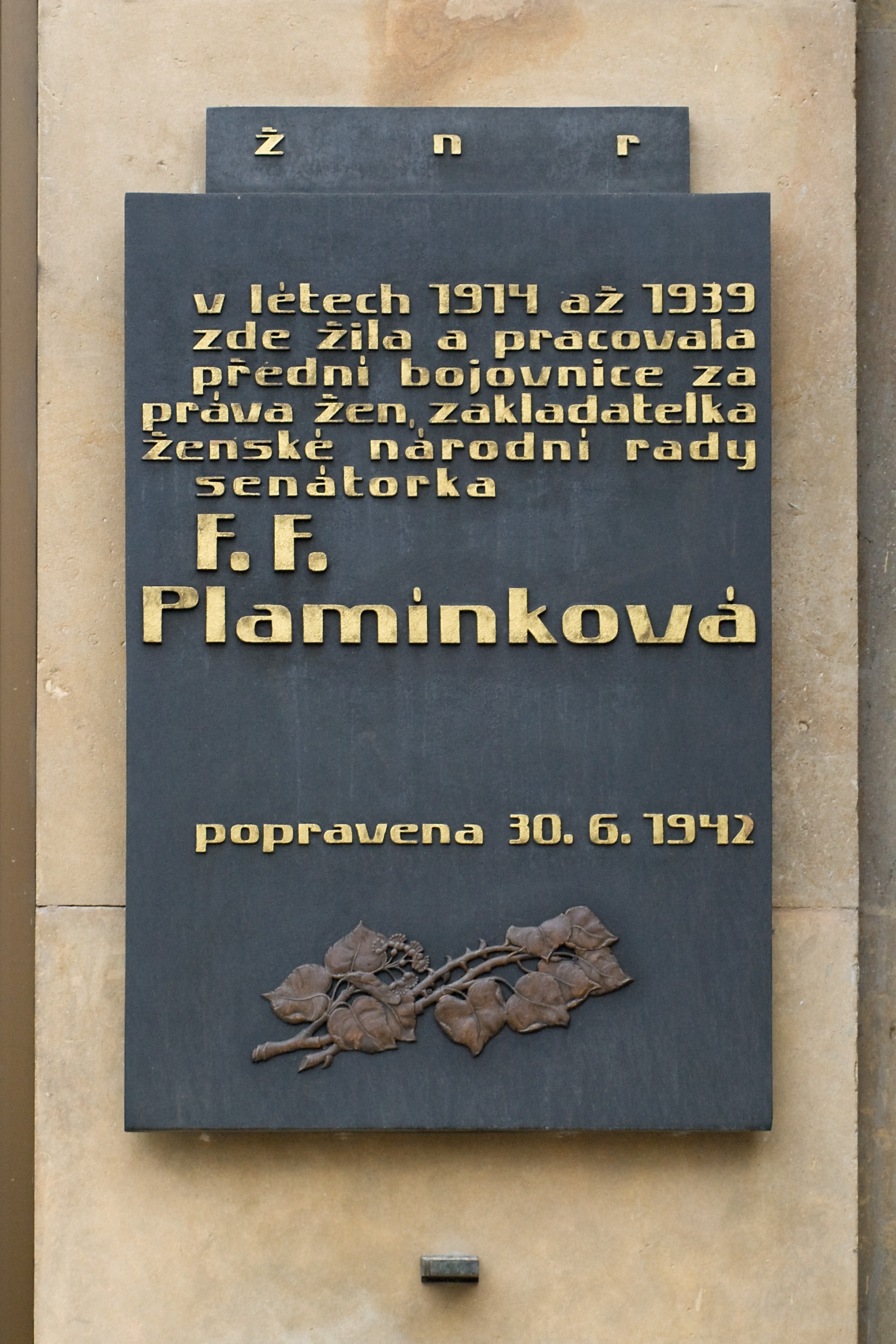
Gedenktafel am Altstädter Ring

- Občanská rovnoprávnost žen (= Občanská knihovna, Band 9). Vydáno péči Ministerstva školství a národní osvěty ve státním knihoskladě v Praze, Prag 1920, OCLC 39801048 (Die bürgerliche Gleichberechtigung der Frauen.)
- Der Versuch einer Autobiographie, in: Elga Kern (Hrsg.): Führende Frauen Europas, E. Reinhardt, München 1927, S. 170–182, Neuausgabe bearbeitet von Bettina Conrad und Ulrike Leuschner. Mit einem Vorwort von Edda Ziegler, Reinhardt, München 1999, ISBN 3-497-01480-X.